# Zenion
Zenion is een geslacht van straalvinnige vissen uit de familie van zonnevissen (Zenionidae). Het geslacht is voor het eerst wetenschappelijk beschreven in 1896 door Jordan & Evermann.

## Soorten
- Zenion hololepis (Goode & Bean, 1896)
- Zenion japonicum Kamohara, 1934
- Zenion leptolepis (Gilchrist & von Bonde, 1924)
- Zenion longipinnis Kotthaus, 1970